# Cubo de la Solana
Cubo de la Solana és un municipi de la província de Sòria, a la comunitat autònoma de Castella i Lleó.